# سامی کروکس
سامی کروکس (به انگلیسی: Sammy Crooks) بازیکن فوتبال زادهٔ ۱۶ ژانویه ۱۹۰۸ اهل کشور انگلستان بود که سابقهٔ بازی در تیم ملی فوتبال انگلستان را در کارنامهٔ خود دارد. وی در تاریخ ۵ آوریل ۱۹۳۰ نخستین بازی ملی خود را در مقابل تیم ملی فوتبال اسکاتلند انجام داد و با حضور در ۲۶ بازی ملی، در تاریخ ۲ دسامبر ۱۹۳۶ واپسین بازی ملی‌اش را در برابر تیم ملی فوتبال مجارستان برگزار کرد.
این بازیکن توانسته در بازی‌های ملی، ۷ گل به ثمر برساند.